# تارا سابکوف
تارا سابکوف (به انگلیسی: Tara Subkoff) (زاده ۱۰ دسامبر ۱۹۷۲) بازیگر انگلستانی است.
از کارهای معروف او می‌توان به بازی در فیلم آخرین روزهای دیسکو و بتی پیج بدنام اشاره کرد.